# Episodi di I fiumi di porpora (terza stagione)
La terza stagione della serie televisiva I fiumi di porpora (Les Rivières pourpres) è composta da 4 episodi.
È stata trasmessa in Francia e Belgio dall'8 al 29 marzo 2021 su France 2, in Germania il 22 e 29 novembre 2021 e il 2 e 9 maggio 2022 su ZDF.
In Francia gli episodi sono stati divisi in due parti per poter inserire messaggi pubblicitari, essendo vietate le interruzioni pubblicitarie sui canali del servizio pubblico.
In Italia la terza stagione è stata trasmessa in prima visione su Rai 4 ogni mercoledì in prima serata dal 18 settembre al 9 ottobre 2024.
| nº | Titolo originale | Titolo italiano        | Prima TV Francia | Prima TV Italia   |
| -- | ---------------- | ---------------------- | ---------------- | ----------------- |
| 1  | Lune noire       | Luna nera              | 8 marzo 2021     | 18 settembre 2024 |
| 2  | Rédemption       | Redenzione             | 15 marzo 2021    | 25 settembre 2024 |
| 3  | XXY              | XXY                    | 22 marzo 2021    | 2 ottobre 2024    |
| 4  | Jugement dernier | Il giorno del giudizio | 29 marzo 2021    | 9 ottobre 2024    |

## Luna nera
- Titolo originale: Lune noire
- Diretto da: Myriam Vinocour
- Scritto da: Sylvie Simon

### Trama
- Altri interpreti: Bastien Bouillon (Werner), Jeanne Rosa (Capitano Lebel), Martine Schambacher (Adèle Malarte), Florence Müller (Nanou), Pierre Cachia (Paul Mercier), Halima Slimani (Lisa), Simon Herlin (Théo), Cornélie Havas (Marie Mercier), Jacques Herlin (Medico), Olivier Bayart (Poliziotto), Léo Masson (Pierre Niémans a 8 anni), Lucie Cornaille (Nanou a 8 anni), Thao Maerten (Jacques Niémans a 13 anni), Léa Baudoux (Nanou a 17 anni)

## Redenzione
- Titolo originale: Rédemption
- Diretto da: Virginie Sauveur
- Scritto da: Jean-Christophe Grangé

### Trama
- Altri interpreti: Patrick Catalifo (Canto), Thomas Durand (Eric Annequin), Clotilde Mollet (Belmonte), Bruno Fleury (Stéphane Guttierez), François Creton (Jean-Pierre Levant), Marie-Philomène Nga (Yaya), Nans Dissoubray (Gendarme Morillon), Grégoire Tachnakian (Volson), Cédric Kemso Ringuet (Sako), Cyrille Thouvenin (Le Teigneux)

## XXY
- Titolo originale: XXY
- Diretto da: Ivan Fegyveres
- Scritto da: Olivier Prieur

### Trama
- Altri interpreti: Lizzie Brocheré (Audrey), Wallerand Denormandie (Carl), Victor Polster (Claude), Salomé Richard (Agnès Villemont), Olivier Bony (Alessandro), Mailys Dumon (Gisèle), Antonin Compère (Lukas), Bruno Georis (Medico legale), Pedro Cabanas (Möller), Blaise Ludik (Philippe), Laurent D'Elia (Agente PTS), Victoria Lewuillon (Escursionista tedesca), Louis Marbaix (Escursionista tedesco), Marcel Gonzalez (Partecipante al festival), Floriane Bibauw (Ragazza in riva al fiume)

## Il giorno del giudizio
- Titolo originale: Jugement dernier
- Diretto da: Manuel Boursinhac
- Scritto da: Thomas Mansuy, Mathieu Leblanc

### Trama
- Altri interpreti: Ken Duken (Kleinert), Philippe Duclos (Direttore Levrand), Arben Bajraktaraj (Marek Volsinc), Natalia Dontcheva (Véra Leroy), Stéphan Wojtowicz (Franck Dumont), Mohamed Seddiki (Damien Ollivery), David Arribe (Youri), Doudou Masta (Aydin), Miglen Mirtchev (Vlad), Stéphane Ferrara (Max), Bogdan Zamfir (Davit), Claire Beugnies (Jeune interne), Ben Hamidou (Medico legale), Guy Theunissen (Proprietario dell'hotel)